# Clambus pumilus
Clambus pumilus is een keversoort uit de familie oprolkogeltjes (Clambidae). De wetenschappelijke naam van de soort werd in 1863 gepubliceerd door Victor Ivanovitsch Motschulsky.